# بيل بيرغوين
بيل بيرغوين (بالإنجليزية: Bill Burgoyne)‏ هو لاعب دوري الرغبي نيوزيلندي، ولد في 20 ديسمبر 1946، وتوفي في 16 نوفمبر 1999.